# Stranger With My Face
Stranger With My Face (Un Rostro Desconocido) es una película de terror canadiense para televisión, estrenada en agosto de 2009.
Emitida y producida por Lifetime, dirigida por Jeff Renfroe y protagonizada por Alexz Johnson, Catherine Hicks y Emily Hirst.
Está basada en el libro del mismo nombre, escrito por Lois Duncan.

## Sinopsis
Tras superar la muerte de su padre adoptivo, Laurie Stratton, de 17 años, se muda con su madre y su hermana a la casa de campo familiar. A su llegada, la joven se siente constantemente observada por una extraña presencia, la de otra joven idéntica a ella.

## Reparto protagonista
- Alexz Johnson - Laurie Stratton/Lia
- Catherine Hicks - Shelley Stratton
- Emily Hirst - Alexis Stratton
- Beau Mirchoff - Gordon
- Andrew Francis - Jeff
- Luisa D'Oliveira - Nat Colson
- Leah Gibson - Enfermera
- Nhi Do - Darlene

## Tráiler
Youtube: 
- Datos: Q4004380